# Netping

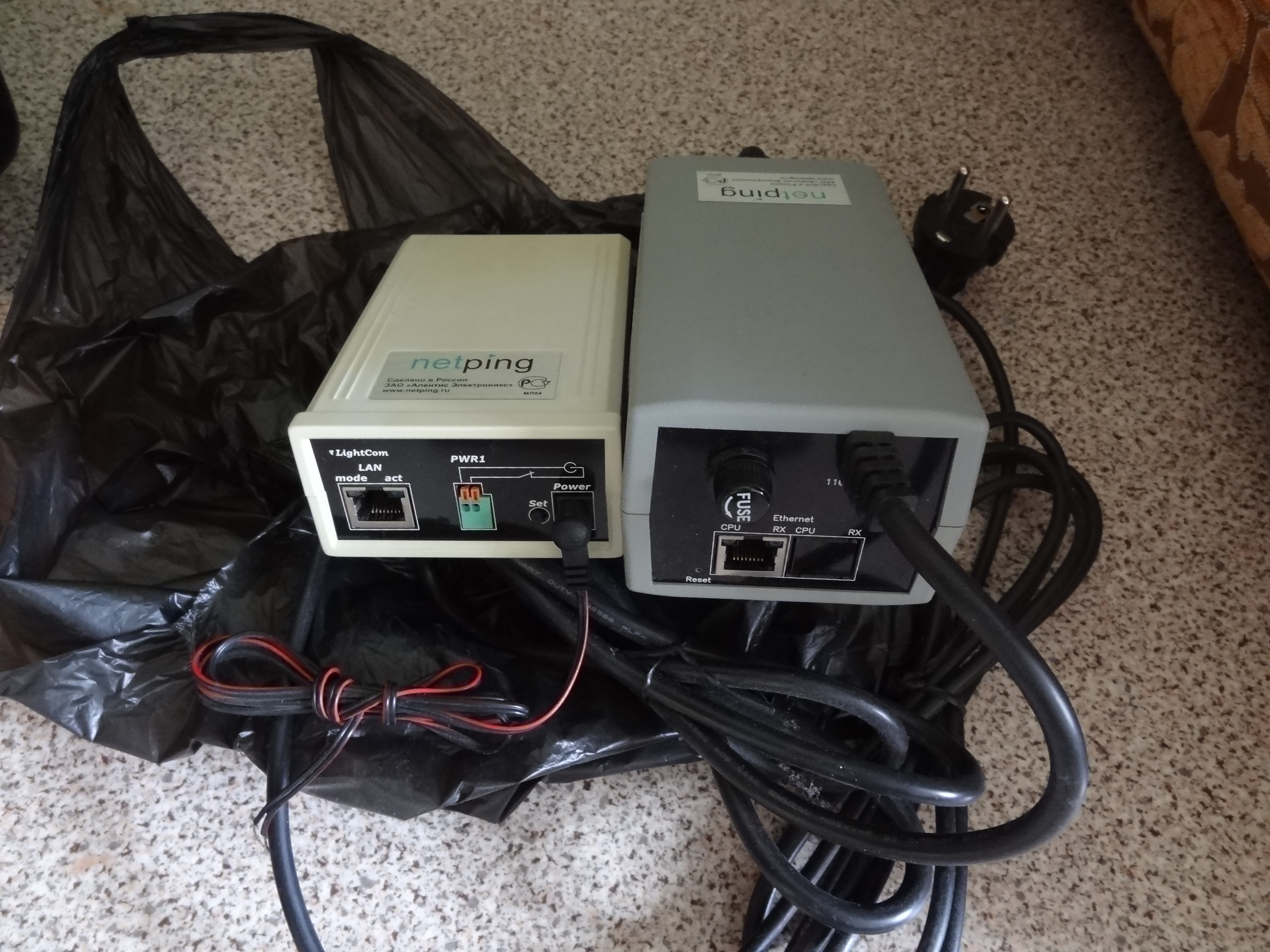
NetPing 2PWR220v3 и UniPing v3

NetPing — семейство устройств, относящихся к классу устройств мониторинга датчиков, управления и распределения питания 220В. Посредством отправки необходимой команды на устройство по SNMP протоколу, через SMS-сообщение, по HTTP API или через Web-интерфейс, устройство выполняет выключение\включение подключенной нагрузки. Возможна конфигурация устройства NetPing таким образом, что оно будет вести наблюдение за климатическим состоянием внутри помещения и выполнять перераспределение подключенной нагрузки. Основным назначением устройства является автоматизация процесса мониторинга и управления микроклиматом в серверных комнатах и других помещениях. Отдельные модели устройств NetPing поддерживают работу с различными датчиками состояния (термодатчиками, датчиками дыма, датчиками влажности, открытия двери, наличия 220В и другими).

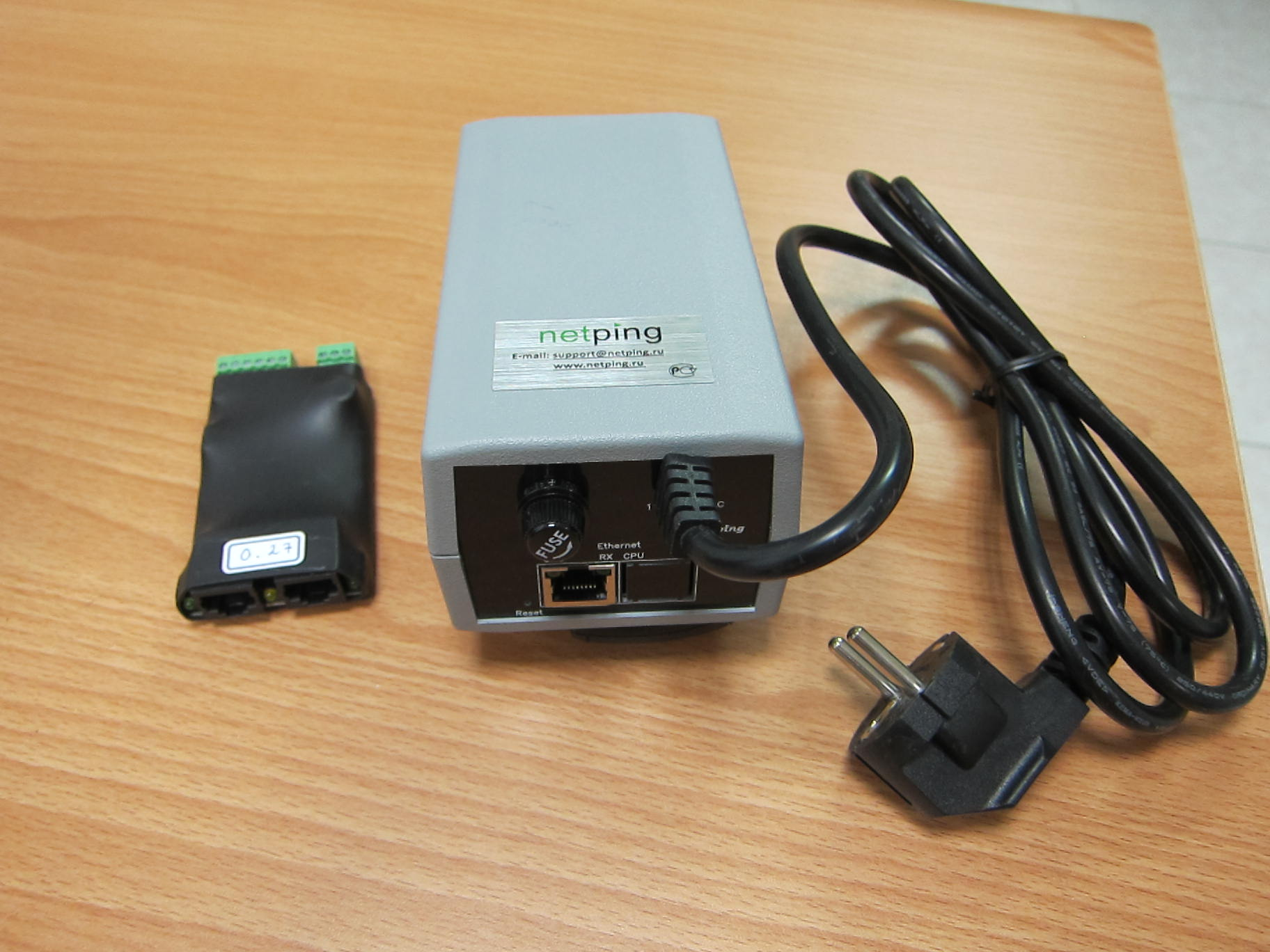
NetPing 2PWR220v3 и NetPing IO2

При помощи подключенных охранных датчиков, датчиков движения и разбития стекла, устройства NetPing могут оповещать о несанкционированном доступе к коммуникационному оборудованию. По заявлениям компании-производителя, на управляемых устройствах отсутствует операционная система, при этом устройства снабжены линейным кодом, что позволяет улучшить общую надежность системы. Все выпускаемые устройства прошли сертификацию ГОСТ.[значимость факта?]